# Cynthia Mort
Cynthia Mort (Detroit, 18 de junio de 1956) es una cineasta estadounidense. Mort ha trabajado principalmente en televisión desde que comenzó su carrera en 1994, escribiendo episodios para la comedia Roseanne. Entre sus obras destacan la serie de HBO Tell Me You Love Me como creadora y productora ejecutiva, la película de venganza The Brave One (2007) como guionista y el biopic Nina (2016) como directora.

## Plano personal
Mort es abiertamente gay. Tuvo una larga relación sentimental con la actriz Melanie Mayron y la ayudó a criar a sus hijos hasta su separación en 2008. Durante el rodaje de The Brave One surgió el rumor de una relación entre la directora y Jodie Foster, quien protagonizó la cinta. Ambas anunciaron su relación poco tiempo después, pero la terminaron luego de un año.

## Filmografía
- Roseanne (1994–1997) (escritora y productora)
- Will and Grace (2001–2002) (escritora y productora)
- Tell Me You Love Me (2007) (escritora y productora)
- The Brave One (2007) (escritora)
- Tilda (2011) (escritora)
- Nina (2016) (directora)
- The Magnificent Room (2017) (escritora y directora)[6]